# Liste der Gemeinden im Landkreis Regensburg

Karte des Landkreises Regensburg

Die Liste der Gemeinden im Landkreis Regensburg gibt einen Überblick über die Verwaltungseinheiten des Landkreises. Es gibt 41 politische Gemeinden, von denen 22 eine eigene Verwaltung haben, und 7 Verwaltungsgemeinschaften.

## Legende
- Verwaltungseinheit: Name der Gemeinde und Angabe der Gemeindeart: Gemeinde (–), Markt (M), Stadt (St), Große Kreisstadt (GKSt) oder Name der Verwaltungsgemeinschaft. Einheitsgemeinden wie auch Verwaltungsgemeinschaften sind fett gedruckt
- Wappen: Wappen der Gemeinde
- GT: Gemeindeteile der Gemeinde. Der Wiki-Link ist mit der Gemeindegliederung der jeweiligen Gemeinde verknüpft.
- VG: Zeigt ggf. an, ob eine Gemeinde zu einer Verwaltungsgemeinschaft gehört
- Karte: Zeigt die Lage der Gemeinde im Landkreis
- Fläche: Fläche der Stadt beziehungsweise Gemeinde, angegeben in Quadratkilometer
- Einwohner: Zahl der Menschen, die in der Gemeinde beziehungsweise Stadt leben (Stand: 31. Dezember 2023[1])
- EW-Dichte: Angegeben ist die Einwohnerdichte, gerechnet auf die Fläche der Verwaltungseinheit, angegeben in Einwohner pro km2 (Stand: 31. Dezember 2023[2])
- Statistik: Link zur kommunalen Statistik des Bayerischen Landesamts für Statistik
- Website: Website der Gemeinde bzw. der Verwaltungsgemeinschaft

## Gemeinden
| Verwaltungseinheit       | Wappen                                 | GT | VG                   | Karte                                                                         | Fläche in km²  | Einwohner     | Einwohner je km² | Statistik | Website |
| ------------------------ | -------------------------------------- | -- | -------------------- | ----------------------------------------------------------------------------- | -------------- | ------------- | ---------------- | --------- | ------- |
| Landkreis Regensburg     | Wappen des Landkreises Regensburg      |    |                      | Der Landkreis Regensburg                                                      | 1391,90        | 200264        | 144              | [ 3 ]     | [ 4 ]   |
| Alteglofsheim, VG        |                                        |    | Alteglofsheim        | Lage der Verwaltungsgemeinschaft Alteglofsheim im Landkreis Regensburg        | 28,51 (2 %)    | 5048 (2.5 %)  | 177              |           | [ 5 ]   |
| Donaustauf, VG           |                                        |    | Donaustauf           | Lage der Verwaltungsgemeinschaft Donaustauf im Landkreis Regensburg           | 45,91 (3.3 %)  | 7912 (4 %)    | 172              |           | [ 6 ]   |
| Kallmünz, VG             |                                        |    | Kallmünz             | Lage der Verwaltungsgemeinschaft Kallmünz im Landkreis Regensburg             | 81,71 (5.9 %)  | 5534 (2.8 %)  | 68               |           | [ 7 ]   |
| Laaber, VG               |                                        |    | Laaber               | Lage der Verwaltungsgemeinschaft Laaber im Landkreis Regensburg               | 52,91 (3.8 %)  | 8912 (4.5 %)  | 168              |           | [ 8 ]   |
| Pielenhofen-Wolfsegg, VG |                                        |    | Pielenhofen-Wolfsegg | Lage der Verwaltungsgemeinschaft Pielenhofen-Wolfsegg im Landkreis Regensburg | 29,86 (2.1 %)  | 3217 (1.6 %)  | 108              |           | [ 9 ]   |
| Sünching, VG             |                                        |    | Sünching             | Lage der Verwaltungsgemeinschaft Sünching im Landkreis Regensburg             | 106,82 (7.7 %) | 6421 (3.2 %)  | 60               |           |         |
| Wörth an der Donau, VG   |                                        |    | Wörth an der Donau   | Lage der Verwaltungsgemeinschaft Wörth an der Donau im Landkreis Regensburg   | 82,76 (5.9 %)  | 7270 (3.6 %)  | 88               |           |         |
| Alteglofsheim            | Wappen der Gemeinde Alteglofsheim      | 2  | Alteglofsheim        | Lage der Gemeinde Alteglofsheim im Landkreis Regensburg                       | 13,22 (0.9 %)  | 3360 (1.7 %)  | 254              | [ 10 ]    | [ 11 ]  |
| Altenthann               | Wappen der Gemeinde Altenthann         | 50 | Donaustauf           | Lage der Gemeinde Altenthann im Landkreis Regensburg                          | 21,48 (1.5 %)  | 1514 (0.8 %)  | 70               | [ 12 ]    | [ 13 ]  |
| Aufhausen                | Wappen der Gemeinde Aufhausen          | 12 | Sünching             | Lage der Gemeinde Aufhausen im Landkreis Regensburg                           | 27,30 (2 %)    | 2004 (1 %)    | 73               | [ 14 ]    | [ 15 ]  |
| Bach an der Donau        | Wappen der Gemeinde Bach an der Donau  | 3  | Donaustauf           | Lage der Gemeinde Bach an der Donau im Landkreis Regensburg                   | 14,71 (1.1 %)  | 1809 (0.9 %)  | 123              | [ 16 ]    | [ 17 ]  |
| Barbing                  | Wappen der Gemeinde Barbing            | 11 |                      | Lage der Gemeinde Barbing im Landkreis Regensburg                             | 30,52 (2.2 %)  | 5884 (2.9 %)  | 193              | [ 18 ]    | [ 19 ]  |
| Beratzhausen, M          | Wappen der Gemeinde Beratzhausen       | 56 |                      | Lage der Gemeinde Beratzhausen im Landkreis Regensburg                        | 72,52 (5.2 %)  | 5709 (2.9 %)  | 79               | [ 20 ]    | [ 21 ]  |
| Bernhardswald            | Wappen der Gemeinde Bernhardswald      | 91 |                      | Lage der Gemeinde Bernhardswald im Landkreis Regensburg                       | 71,84 (5.2 %)  | 5530 (2.8 %)  | 77               | [ 22 ]    | [ 23 ]  |
| Brennberg                | Wappen der Gemeinde Brennberg          | 62 | Wörth an der Donau   | Lage der Gemeinde Brennberg im Landkreis Regensburg                           | 30,52 (2.2 %)  | 2122 (1.1 %)  | 70               | [ 24 ]    | [ 25 ]  |
| Brunn                    | Wappen der Gemeinde Brunn              | 9  | Laaber               | Lage der Gemeinde Brunn im Landkreis Regensburg                               | 16,12 (1.2 %)  | 1553 (0.8 %)  | 96               | [ 26 ]    | [ 27 ]  |
| Deuerling                | Wappen der Gemeinde Deuerling          | 7  | Laaber               | Lage der Gemeinde Deuerling im Landkreis Regensburg                           | 7,13 (0.5 %)   | 1993 (1 %)    | 280              | [ 28 ]    | [ 29 ]  |
| Donaustauf, M            | Wappen der Gemeinde Donaustauf         | 7  | Donaustauf           | Lage der Gemeinde Donaustauf im Landkreis Regensburg                          | 9,72 (0.7 %)   | 4589 (2.3 %)  | 472              | [ 30 ]    | [ 31 ]  |
| Duggendorf               | Wappen der Gemeinde Duggendorf         | 19 | Kallmünz             | Lage der Gemeinde Duggendorf im Landkreis Regensburg                          | 22,88 (1.6 %)  | 1608 (0.8 %)  | 70               | [ 32 ]    | [ 33 ]  |
| Hagelstadt               | Wappen der Gemeinde Hagelstadt         | 6  |                      | Lage der Gemeinde Hagelstadt im Landkreis Regensburg                          | 20,73 (1.5 %)  | 1985 (1 %)    | 96               | [ 34 ]    | [ 35 ]  |
| Hemau, St                | Wappen der Gemeinde Hemau              | 68 |                      | Lage der Gemeinde Hemau im Landkreis Regensburg                               | 122,30 (8.8 %) | 9700 (4.8 %)  | 79               | [ 36 ]    | [ 37 ]  |
| Holzheim am Forst        | Wappen der Gemeinde Holzheim am Forst  | 14 | Kallmünz             | Lage der Gemeinde Holzheim am Forst im Landkreis Regensburg                   | 15,64 (1.1 %)  | 1111 (0.6 %)  | 71               | [ 38 ]    | [ 39 ]  |
| Kallmünz, M              | Wappen der Gemeinde Kallmünz           | 31 | Kallmünz             | Lage der Gemeinde Kallmünz im Landkreis Regensburg                            | 43,19 (3.1 %)  | 2815 (1.4 %)  | 65               | [ 40 ]    | [ 41 ]  |
| Köfering                 | Wappen der Gemeinde Köfering           | 2  |                      | Lage der Gemeinde Köfering im Landkreis Regensburg                            | 5,28 (0.4 %)   | 2889 (1.4 %)  | 547              | [ 42 ]    | [ 43 ]  |
| Laaber, M                | Wappen der Gemeinde Laaber             | 33 | Laaber               | Lage der Gemeinde Laaber im Landkreis Regensburg                              | 29,66 (2.1 %)  | 5366 (2.7 %)  | 181              | [ 44 ]    | [ 45 ]  |
| Lappersdorf, M           | Wappen der Gemeinde Lappersdorf        | 30 |                      | Lage der Gemeinde Lappersdorf im Landkreis Regensburg                         | 34,51 (2.5 %)  | 13524 (6.8 %) | 392              | [ 46 ]    | [ 47 ]  |
| Mintraching              | Wappen der Gemeinde Mintraching        | 26 |                      | Lage der Gemeinde Mintraching im Landkreis Regensburg                         | 53,88 (3.9 %)  | 4988 (2.5 %)  | 93               | [ 48 ]    | [ 49 ]  |
| Mötzing                  | Wappen der Gemeinde Mötzing            | 6  | Sünching             | Lage der Gemeinde Mötzing im Landkreis Regensburg                             | 36,17 (2.6 %)  | 1328 (0.7 %)  | 37               | [ 50 ]    | [ 51 ]  |
| Neutraubling, St         | Wappen der Gemeinde Neutraubling       | 4  |                      | Lage der Gemeinde Neutraubling im Landkreis Regensburg                        | 9,75 (0.7 %)   | 14614 (7.3 %) | 1499             | [ 52 ]    | [ 53 ]  |
| Nittendorf, M            | Wappen der Gemeinde Nittendorf         | 27 |                      | Lage der Gemeinde Nittendorf im Landkreis Regensburg                          | 33,45 (2.4 %)  | 9402 (4.7 %)  | 281              | [ 54 ]    | [ 55 ]  |
| Obertraubling            | Wappen der Gemeinde Obertraubling      | 15 |                      | Lage der Gemeinde Obertraubling im Landkreis Regensburg                       | 24,84 (1.8 %)  | 8793 (4.4 %)  | 354              | [ 56 ]    | [ 57 ]  |
| Pentling                 | Wappen der Gemeinde Pentling           | 18 |                      | Lage der Gemeinde Pentling im Landkreis Regensburg                            | 32,55 (2.3 %)  | 6398 (3.2 %)  | 197              | [ 58 ]    | [ 59 ]  |
| Pettendorf               | Wappen der Gemeinde Pettendorf         | 19 |                      | Lage der Gemeinde Pettendorf im Landkreis Regensburg                          | 24,58 (1.8 %)  | 3497 (1.7 %)  | 142              | [ 60 ]    | [ 61 ]  |
| Pfakofen                 | Wappen der Gemeinde Pfakofen           | 6  | Alteglofsheim        | Lage der Gemeinde Pfakofen im Landkreis Regensburg                            | 15,29 (1.1 %)  | 1688 (0.8 %)  | 110              | [ 62 ]    | [ 63 ]  |
| Pfatter                  | Wappen der Gemeinde Pfatter            | 12 |                      | Lage der Gemeinde Pfatter im Landkreis Regensburg                             | 48,16 (3.5 %)  | 3329 (1.7 %)  | 69               | [ 64 ]    | [ 65 ]  |
| Pielenhofen              | Wappen der Gemeinde Pielenhofen        | 10 | Pielenhofen-Wolfsegg | Lage der Gemeinde Pielenhofen im Landkreis Regensburg                         | 14,52 (1 %)    | 1657 (0.8 %)  | 114              | [ 66 ]    | [ 67 ]  |
| Regenstauf, M            | Wappen der Gemeinde Regenstauf         | 87 |                      | Lage der Gemeinde Regenstauf im Landkreis Regensburg                          | 103,77 (7.5 %) | 16630 (8.3 %) | 160              | [ 68 ]    | [ 69 ]  |
| Riekofen                 | Wappen der Gemeinde Riekofen           | 8  | Sünching             | Lage der Gemeinde Riekofen im Landkreis Regensburg                            | 23,93 (1.7 %)  | 819 (0.4 %)   | 34               | [ 70 ]    | [ 71 ]  |
| Schierling, M            | Wappen der Gemeinde Schierling         | 26 |                      | Lage der Gemeinde Schierling im Landkreis Regensburg                          | 77,42 (5.6 %)  | 8532 (4.3 %)  | 110              | [ 72 ]    | [ 73 ]  |
| Sinzing                  | Wappen der Gemeinde Sinzing            | 27 |                      | Lage der Gemeinde Sinzing im Landkreis Regensburg                             | 44,12 (3.2 %)  | 7569 (3.8 %)  | 172              | [ 74 ]    | [ 75 ]  |
| Sünching                 | Wappen der Gemeinde Sünching           | 3  | Sünching             | Lage der Gemeinde Sünching im Landkreis Regensburg                            | 19,42 (1.4 %)  | 2270 (1.1 %)  | 117              | [ 76 ]    | [ 77 ]  |
| Tegernheim               | Wappen der Gemeinde Tegernheim         | 1  |                      | Lage der Gemeinde Tegernheim im Landkreis Regensburg                          | 11,43 (0.8 %)  | 5868 (2.9 %)  | 513              | [ 78 ]    | [ 79 ]  |
| Thalmassing              | Wappen der Gemeinde Thalmassing        | 17 |                      | Lage der Gemeinde Thalmassing im Landkreis Regensburg                         | 37,10 (2.7 %)  | 3604 (1.8 %)  | 97               | [ 80 ]    | [ 81 ]  |
| Wenzenbach               | Wappen der Gemeinde Wenzenbach         | 33 |                      | Lage der Gemeinde Wenzenbach im Landkreis Regensburg                          | 29,85 (2.1 %)  | 9061 (4.5 %)  | 304              | [ 82 ]    | [ 83 ]  |
| Wiesent                  | Wappen der Gemeinde Wiesent            | 25 |                      | Lage der Gemeinde Wiesent im Landkreis Regensburg                             | 26,47 (1.9 %)  | 2723 (1.4 %)  | 103              | [ 84 ]    | [ 85 ]  |
| Wolfsegg                 | Wappen der Gemeinde Wolfsegg           | 12 | Pielenhofen-Wolfsegg | Lage der Gemeinde Wolfsegg im Landkreis Regensburg                            | 15,34 (1.1 %)  | 1560 (0.8 %)  | 102              | [ 86 ]    | [ 87 ]  |
| Wörth an der Donau, St   | Wappen der Gemeinde Wörth an der Donau | 29 | Wörth an der Donau   | Lage der Gemeinde Wörth an der Donau im Landkreis Regensburg                  | 52,24 (3.8 %)  | 5148 (2.6 %)  | 99               | [ 88 ]    | [ 89 ]  |
| Zeitlarn                 | Wappen der Gemeinde Zeitlarn           | 10 |                      | Lage der Gemeinde Zeitlarn im Landkreis Regensburg                            | 16,11 (1.2 %)  | 5721 (2.9 %)  | 355              | [ 90 ]    | [ 91 ]  |